# مارسیو مارتینز
مارسیو مارتینز (به پرتغالی: Márcio Fábio Martins) مدافع اهل برزیل است که در شهر Ibitinga و در تاریخ ۳۰ آوریل ۱۹۸۰ به دنیا آمده‌است.
مارسیو مارتینز در تیم‌های فوتبال Matonense سابقهٔ حضور دارد.